# Tierra Oscura
Tierra Oscura est un corregimiento situé dans le district de Bocas del Toro, province de Bocas del Toro, au Panama. En 2010, la localité comptait 2 661 habitants.

## Démographie
En 2010, elle avait une population de 2 661 habitants selon les données de l'Institut national des statistiques et du recensement et une superficie de 88,6 km2, ce qui équivaut à une densité de population de 30,07 habitants par km2.

### Statistiques ethniques
- 87,56 % chibchas[4]
- 9,92 % mestizos
- 2,52 % afro-panaméens[4]